# Grallaire de Carriker
Grallaria carrikeri
Espèce
Statut de conservation UICN

 LC  : Préoccupation mineure
Le Grallaire de Carriker (Grallaria carrikeri) est une espèce d'oiseaux de la famille des Grallariidae.

## Répartition
Cette espèce est endémique au Pérou. 

## Habitat
Elle vit dans la forêt de bambous Chusquea ainsi que dans la forêt tropicale humide de montagne entre 2 300 et 3 100 m d'altitude.

## Alimentation
Elle se nourrit d'arthropodes, particulièrement de chenilles et de coléoptères. Les juvéniles se nourrissent fréquemment de vers de terre.

## Étymologie
Son nom spécifique, carrikeri, ainsi que son nom vernaculaire (« de Carriker »), lui ont été donnés en l'honneur de Melbourne Armstrong Carriker (1879-1965), entomologiste et ornithologue américain, en remerciement à son énorme contribution à la connaissance des oiseaux andins.

## Publication originale
- (en) Thomas S. Schulenberg et Morris D. Williams, « A new species of antpitta (Grallaria) from northern Peru », The Wilson Bulletin, vol. 94, no 2,‎ juin 1982, p. 105-240 (ISSN 0043-5643 et 2162-5204, lire en ligne).